# Казімежув (Опочинський повіт)
Казімежув (пол. Kazimierzów) — село в Польщі, у гміні Парадиж Опочинського повіту Лодзинського воєводства.
Населення — 175 осіб (2011).
У 1975-1998 роках село належало до Пйотрковського воєводства.

## Демографія
Демографічна структура станом на 31 березня 2011 року:
|          | Загалом | Допрацездатний вік | Працездатний вік | Постпрацездатний вік |
| -------- | ------- | ------------------ | ---------------- | -------------------- |
| Чоловіки | 91      | 19                 | 68               | 4                    |
| Жінки    | 84      | 20                 | 46               | 18                   |
| Разом    | 175     | 39                 | 114              | 22                   |